# 263. Infanterie-Division (Wehrmacht)
Die 263. Infanterie-Division (263. ID) war ein Großverband des Heeres der deutschen Wehrmacht im Zweiten Weltkrieg. Einsatzgebiete waren Deutsches Reich (September 1939 bis Mai 1940), Frankreich (Mai 1940 bis Mai 1941), Ostfront, Zentralabschnitt (Juni 1941 bis August 1943), Ostfront, Nordabschnitt (August 1943 bis Oktober 1944) sowie der Kurlandkessel (Oktober 1944 bis Mai 1945).

## Geschichte

### Aufstellung
Die 263. Infanterie-Division wurde im August 1939 in Idar-Oberstein im Wehrkreis XII als Division der 4. Aufstellungswelle aufgestellt.

### Westfeldzug
1940 marschierte sie während des Westfeldzuges in Frankreich ein. 

### Besatzungstruppe Frankreich
Nach Beendigung der Kampfhandlungen verblieb sie als Besatzungstruppe in Bordeaux.
Folgende Truppenteile wurden am 3. Oktober 1940 an die 132. Infanterie-Division abgegeben: Regimentsstab/IR 463, III. Btl./IR 463, III. Btl./IR 483, III. Btl./IR 485 und III. Abteilung/AR 262. Im Juni 1941 wurde die 263. Infanterie-Division zum Unternehmen Barbarossa an die polnisch-sowjetische Grenze verlegt und der Heeresgruppe Mitte zugeteilt. 

### Unternehmen Barbarossa
Es folgte ein rascher Vormarsch über Minsk, Borissow bis zu den Flüssen Dnepr und Desna. Im August 1941 kam es zu größeren Kampfhandlungen im Frontbogen von Jelnja.
Die 263. Infanterie-Division wurde im Rahmen des Unternehmens Taifun während des Angriffs auf Moskau eingesetzt und arbeitete sich bis an den Fluss Nara vor. Hier brach der Vormarsch zusammen und nach Gegenangriffen der Roten Armee zog sich die 263. Infanterie-Division in den Raum Juchnow zurück. Während des gesamten Jahres 1942 kämpfte die 263. Infanterie-Division bei Juchnow und Spas-Demensk; gegen Ende des Jahres verschob man sie nach Welisch. 

### Verlegung zur Heeresgruppe Nord
Ende 1943 wurde die Division der Heeresgruppe Nord unterstellt und zog sich nach Aufgabe von Welikije Luki zurück. 

### Kapitulation
Bei Ende des Krieges geriet sie im Kurland-Kessel in sowjetische Gefangenschaft.

## Gliederung
- Infanterie-Regiment 463
- Infanterie-Regiment 483
- Infanterie-Regiment 485
- Artillerie-Regiment 263[A 1]
- Panzerjäger-Abteilung 263
- Aufklärungs-Abteilung 263
- Pionier-Bataillon 263
- Nachrichten-Abteilung 263
- Nachschubstruppen

## Personen
| Dienstzeit                         | Dienstgrad      | Name              |
| ---------------------------------- | --------------- | ----------------- |
| 1. September 1939 bis Oktober 1940 | Generalleutnant | Franz Karl        |
| November 1940 bis März 1942        | Generalleutnant | Ernst Häckel      |
| April 1942 bis April 1943          | Generalleutnant | Hans Traut        |
| April 1943 bis Mai 1944            | Generalleutnant | Werner Richter    |
| Mai bis September 1944             | Generalmajor    | Rudolf Sieckenius |
| September 1944 bis 8. Mai 1945     | Generalleutnant | Alfred Hemmann    |
|                                    |                 |                   |
|                                    |                 |                   |

| Dienstzeit                               | Dienstgrad     | Name               |
| ---------------------------------------- | -------------- | ------------------ |
| 26. August 1939 bis 20. September 1940   | Major          | Hellmuth Laegeler  |
| 20. September 1940 bis 1. September 1941 | Major          | Sartorius          |
| 1. September 1941 bis 30. Januar 1945    | Oberstleutnant | Herbert Sulzberger |
| 30. Januar 1945 – Kapitulation           | Major          | Gerhard Hildebrand |

## Bekannte Divisionsangehörige
- Hellmuth Laegeler (1902–1972), war von 1959 bis 1962, als Generalmajor des Heeres der Bundeswehr, Kommandeur der Führungsakademie der Bundeswehr

## Auszeichnungen
Insgesamt wurden 20 Angehörige der 263. Infanterie-Division mit dem Ritterkreuz ausgezeichnet und 69 mit dem Deutschen Kreuz in Gold.